# Tachytrechus nimius
Tachytrechus nimius är en tvåvingeart som först beskrevs av Aldrich 1901.  Tachytrechus nimius ingår i släktet Tachytrechus och familjen styltflugor. Inga underarter finns listade i Catalogue of Life.